# 科爾德希夫
50°5′27″N 26°3′26″E / 50.09083°N 26.05722°E
科爾德希夫（羅馬化：Kordyshiv）是烏克蘭的村落，位於該國西部捷爾諾波爾州，由克列梅涅茨區負責管轄，始建於1443年，面積29.8平方公里，2001年人口555，人口密度每平方公里18.6人。